# Unholy (Martin Grech)
Unholy è il secondo album di Martin Grech.

## Tracce
1. Guiltless – 7:42
2. Venus – 5:47
3. Erosion and Regeneration – 5:07
4. I Am Chromosome – 5:00
5. An End – 3:09
6. Holy Father Inferior – 9:25
7. Worldly Divine – 4:54
8. Lint – 3:29
9. Elixir – 6:17
10. Sun – 4:13